# Largidae
Largidae é uma família de insetos hemípteros. Compreende 106 espécies, em 13 gêneros de duas subfamílias em todo o mundo. Todas as espécies são fitófagos, alimentando=se de qualquer sementes ou sucos vegetais. Mimetismo e aposematismo são comuns entre esta família.